# Couesmes-Vaucé
Couesmes-Vaucé – miejscowość i gmina we Francji, w regionie Kraj Loary, w departamencie Mayenne.
Według danych na rok 1990 gminę zamieszkiwało 451 osób, a gęstość zaludnienia wynosiła 24 osób/km² (wśród 1504 gmin Kraju Loary Couesmes-Vaucé plasuje się na 869. miejscu pod względem liczby ludności, natomiast pod względem powierzchni na miejscu 602.).